# .tp
.tp war die länderspezifische Top-Level-Domain (ccTLD) der portugiesischen Kolonie Portugiesisch-Timor. Die Kolonie hatte sich 1975 für unabhängig erklärt, wurde aber neun Tage später von Indonesien annektiert. Völkerrechtlich blieb sie offiziell portugiesisches Territorium, da Unabhängigkeitserklärung und indonesische Annexion nie anerkannt wurde. 1999 übernahmen die Vereinten Nationen die Verwaltung.
Die Top-Level-Domain wurde im Mai 1997 von der Connect Ireland mit Sitz in Irland neu eingeführt. Mit der Unabhängigkeit der Kolonie als Osttimor im Jahr 2002 wurde dem neuen Staat die Top-Level-Domain .tl zugewiesen. Die alte Top-Level-Domain .tp wurde am 28. Februar 2015 gelöscht.